# THE SCENT
「THE SCENT」（ザ・セント）は、ヴィジュアル系ロックバンドLa'cryma Christiの2枚目のシングル。1997年7月30日にリリースされた。

## エピソード
- シングルジャケットにはLEVINが起用されているが、TAKAは「モデルのお姉さん」と言っていた。
- PVはサイパンの洋館で撮影された。イメージとして登場する老人は案内人も兼ねていた。女性も現地人である。

## 収録曲
1. THE SCENT
作詞-TAKA　作曲-HIRO
2. eternal colors
作詞-TAKA　作曲-SHUSE,HIRO,KOJI

## 収録作品
- Sculpture of Time（#1）
- Single Collection（#1,2）
- GREATEST-HITS（#1）
- Sound & Vision THE SINGLES + Selection from Live “DECADE”（#1）
- La'cryma Christi Singles + Clips（#1,2）